# Le Badaboum
Le Badaboum est un établissement composé d'une boîte de nuit consacrée à la musique électronique et d'une salle de concerts spécialisée dans les musiques actuelles et indépendantes, situé au 2 bis rue des Taillandiers dans le 11e arrondissement de Paris. 

## Historique
Le Badaboum a été lancé en 2013 par Aurélien Delaeter, Aurélien Antonini, et par Benoît Chaldoreille,.

### Fermeture pendant la crise de la Covid-19
En raison des confinements successifs et mesures sanitaires mis en place pendant la crise sanitaire de la Covid-19, le Badaboum est contraint de fermer son établissement pendant un an et demi entre 2020 et 2021.
À la suite de ces fermetures, le Badaboum devient un membre actif du collectif Club-Culture,,, structure regroupant 37 clubs français qui allouent une part importante de leur budget à la programmation artistique, à la différence des discothèques traditionnelles. Cette structure souhaite faire reconnaître les clubs tels que le Badaboum, Le Rex Club, Le Sucre, Le Petit Salon ou le Djoon, comme des lieux culturels à part entière placés sous l’égide du ministère de la Culture, et non plus du ministère de l'Intérieur.

### Partenariat avec le Rex Club
Le Badaboum et le Rex Club se sont associés à plusieurs reprises autour de l'organisation d'événements festifs communs. 
En juillet 2021, ces établissements ont collaboré pour la soirée d’inauguration du collectif Plein Soleil, organisée à la Ferme du Buisson à Noisiel (Seine-et-Marne). Cet événement est placé sous la direction artistique d’Antoine Molkhou (Rex Club) et Benjamin Charvet. La programmation proposée est française,,. 
En juillet 2022, le Badaboum et le Rex Club se sont de nouveau associés pour l'organisation du Festival Union Libre, festival de musique électronique et house organisé au Kilowatt de Vitry-Sur-Seine (Val-de-Marne),,, ancien site EDF. La programmation de cet événement met l'accent sur la culture queer et inclusive,. 

## Le lieu
Le Badaboum est un lieu de divertissement hybride, comprenant à la fois une boîte de nuit et une salle de concerts. À son ouverture en 2013, le Badaboum était constitué de trois espaces distincts : une salle de concert, un club et un restaurant. La partie restauration, dont la cuisine allait de la street food à des classiques bistros, était ouverte midi et soir. Elle a fermé ses portes en mars 2020.
Le Badaboum est un espace d’environ 600 m² et se compose de deux étages : un rez-de-chaussée composé de deux salles, et un étage composé d’un bar à cocktails et d'un second dancefloor conceptualisé comme un loft vintage des années 1970.
L’établissement fait appel à l’architecte parisien Nicolas Dorval-Bory pour y conceptualiser et installer un DJ booth en acier blanc, à hauteur de la clientèle. Depuis 2021, le Badaboum a supprimé les plastiques à usage unique, sollicite des fournisseurs d’énergie plus responsables, fait appel à des artistes locaux, et permet aux clients d’accéder à l’établissement munis de leur gourde,.

### Directions artistiques
La direction artistique de la partie club du Badaboum est assurée par Benjamin Charvet, qui succède à l’agence H.A.I.K.U (de 2018 à 2019) et à Martin Munier (de l’ouverture à 2018). La direction artistique de la partie concert est quant à elle assurée par Jonathan Haddad, qui a succédé à Anne-Ying Braconnier. 

### Style musical
Le Badaboum propose différents styles musicaux, comme de la musique électronique, rock, disco ou hip-hop pour les concerts, à une programmation house music, disco ou techno pour la partie club. La scène du club et des concerts du Badaboum est quasiment paritaire et composée d’artistes français et internationaux.
Le Badaboum assure également la résidence artistique d'artistes club.
Enfin, le Badaboum propose aux collectifs et artistes LGBTQIA+, de s’exprimer au travers de soirées carte blanche, comme le BalCon, Les Garçons Sauvage, ou plus récemment les nuits Noir.e, organisées par une partie de l’organisation Possession.